# Country rock
Country rock je podžánr populární hudby, vytvořený z fúze rocku s country. Termín je obecně používán na vlnu rockových hudebníků, kteří začali nahrávat country nahrávky v pozdních 60. a začátku 70. let 20. století, tento styl hráli například Bob Dylan nebo The Byrds, žánr dosáhl ještě větší popularity v 70. letech s umělci jako Emmylou Harris a Eagles.
Hudebníci hrající country rock usilují o zvýraznění prvků country hudby v rockové hudbě.

## Představitelé
- Buffalo Springfield
- The Byrds
- Creedence Clearwater Revival
- Dwight Yoakam
- Eagles
- Emmylou Harris
- The Flying Burrito Brothers
- Gram Parsons
- Grateful Dead
- John Fogerty
- Juice Newton
- Linda Ronstadt
- Lucinda Williams
- Lynyrd Skynyrd
- Neil Young
- Poco